# Felbrigg
Felbrigg é uma vila e freguesia no distrito de North Norfolk em Norfolk, Inglaterra, cerca de 21,5 milhas (34,6 km) de Norwich.

## Transporte
A via principal é a B1436, que vai de Cromer até Thorpe Market.

## Igreja
A igreja de Felbrigg, denominada "São Margaret’s de Antioquia" (Saint Margaret’s of Antioch).

## Gallery

Felbrigg
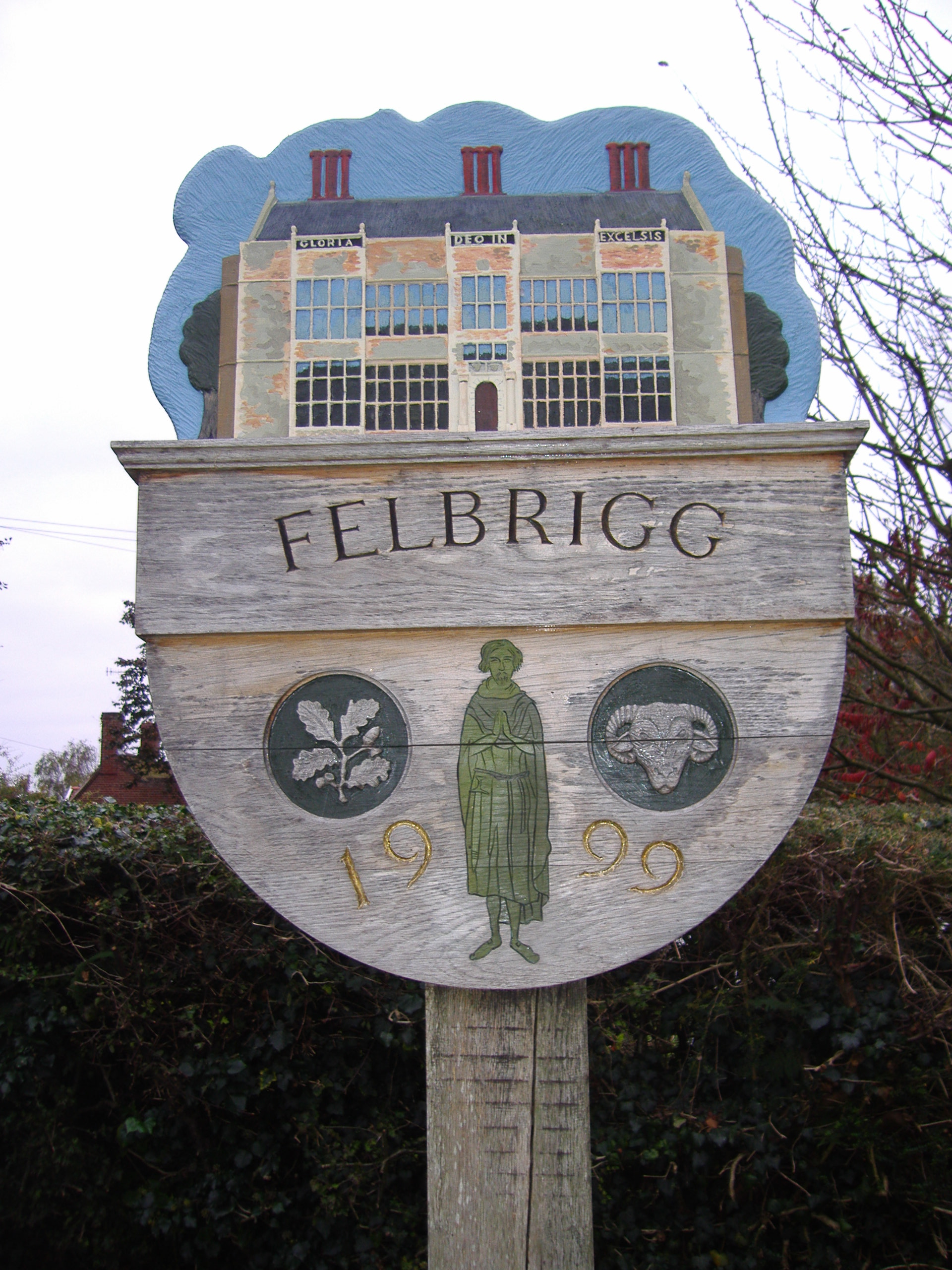
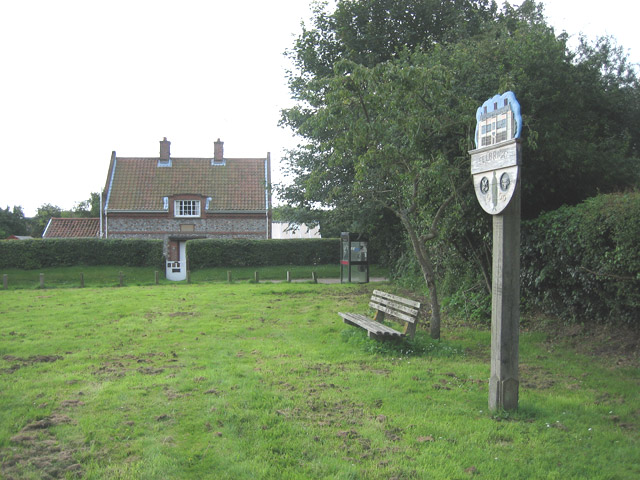